# Lepisiota quadraticeps
Lepisiota quadraticeps är en myrart som först beskrevs av Arnold 1944.  Lepisiota quadraticeps ingår i släktet Lepisiota och familjen myror. Inga underarter finns listade i Catalogue of Life.